# Faetont

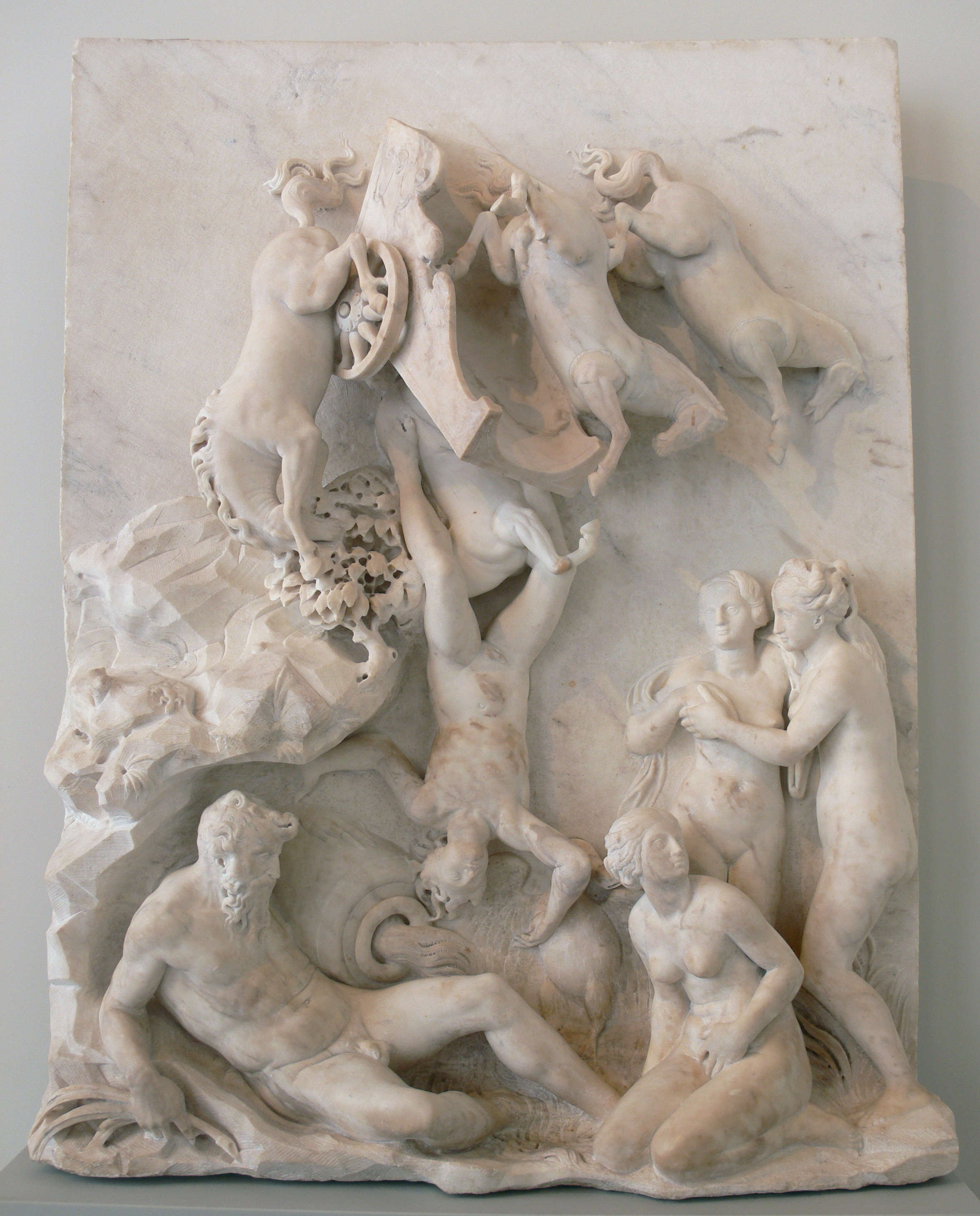
La caiguda de Faetont, relleu en marbre de Simone Mosca, Museu Bode, Berlín

Segons la mitologia grega, Faetont (en grec antic Φαέθων) o també Faetó, va ser un heroi, fill d'Hèlios, el Sol, i de l'oceànida Clímene (encara que Mèrops va ésser, posteriorment, el seu pare adoptiu). Una altra tradició menys coneguda el feia fill d'Eos, l'Aurora, germana d'Hèlios, i de Cèfal.
Faetont, fill del sol, havia estat criat per la seva mare sense que aquesta li hagués dit qui era el seu pare. Quan va ser adolescent, la seva mare li ho revelar i el jove va voler un senyal que indiqués que era fill del Sol, ja que els seus amics (entre ells Èpaf, rei d'Egipte) ho posaven en dubte. El seu pare, després de pensar-ho molt, va fer el jurament solemne que així seria, i el jove li demanà que el deixés conduir per un dia el carro solar. El déu Hèlios no el va poder dissuadir, i així hagué de permetre que l'endemà al matí Faetont conduís el seu carro, fent-li abans multitud de recomanacions i indicacions. Però, quan els cavalls s'adonaren que no duien l'auriga habitual, es van desbocar i sortiren de la ruta, i el jove no sabia com dominar-los. Els tombs de l'astre amunt i avall van causar grans trasbalsos al cel i a la terra, Faetont es va deixar portar pel pànic i va perdre el control dels cavalls blancs que tiraven del carro. Primer va girar massa alt, de manera que la terra es va refredar. Després va baixar massa, i la vegetació es va assecar i es va cremar. Faetont va convertir accidentalment en desert la major part d'Àfrica, cremant la pell dels etíops fins a tornar-la negra. Finalment Zeus va fulminar Faetont abans que quedés destruït tot l'univers. Algunes conseqüències d'aquest viatge són la diversitat de temperatures i vegetació terrestres.
El seu cos va caure al riu Erídan, on va ser enterrat per les seves germanes les Helíades. El van plorar tant que els déus les van transformar en pollancres o en salzes (Eurípides, però, el salva en una altra versió de la història).
El mite serveix per explicar també el fenomen de les estrelles o cossos celestes que semblen caure a la Terra, igual que Faetont va caure del carro solar. Una estrella caiguda seria llavors per causa de l'orgull, mite recurrent en diverses cultures, inclosa la cristiana (amb els dimonis caiguts, especialment Llucifer).
La llegenda de Faetont ha estat àmpliament representada en obres pictòriques i musicals, especialment a partir del Barroc, ressaltant el seu component tràgic.